# Nabilah Ratna Ayu Azalia
Nabilah Ratna Ayu Azalia (Jacarta, 11 de novembro de 1999) é uma cantora da Indonésia, membro do grupo JKT48. Ela e do "Team J".

## Discografia

### Singles
- RIVER
- Yuuhi wo miteiru ka?
- Koi Suru Fortune Cookie
- Manatsu no Sounds Good!
- Flying Get
- Gingham Check

### Outros
- Sakura no Shiori
- Kimi ni Autabi Koi wo Suru
- Nagai Hikari
- First Rabbit
- Fortune Cookie in Love
- BINGO!
- Kimi to Boku no Kankei
- Boku wa Ganbaru
- Sakura no Hanabiratachi
- Gingham Check (English Version)

## TV & Cinema

### Videoclipes
- Mission X (2014)

## Publicações

### Photobooks
- Nabilah OTENBA ~Cheerful Girl~